# Саршони
Саршони су насељено место у саставу општине Вишково у Приморско-горанској жупанији, Република Хрватска.

## Историја
До територијалне реорганизације у Хрватској налазили су се у саставу старе општине Ријека.

## Становништво
На попису становништва 2011. године, Саршони су имали 1.532 становника.

## Попис1991.
На попису становништва 1991. године, насељено место Саршони је имало 524 становника, следећег националног састава:
| Попис 1991.‍  | Попис 1991.‍  | Попис 1991.‍ | Попис 1991.‍ | Попис 1991.‍ |
| ------------ | ------------ | ----------- | ----------- | ----------- |
|              |              |             |             |             |
| Хрвати       | Хрвати       |             | 410         | 78,24%      |
| Срби         | Срби         |             | 40          | 7,63%       |
| Југословени  | Југословени  |             | 15          | 2,86%       |
| Муслимани    | Муслимани    |             | 6           | 1,14%       |
| Словенци     | Словенци     |             | 4           | 0,76%       |
| Црногорци    | Црногорци    |             | 4           | 0,76%       |
| Бугари       | Бугари       |             | 1           | 0,19%       |
| Грци         | Грци         |             | 1           | 0,19%       |
| Мађари       | Мађари       |             | 1           | 0,19%       |
| Македонци    | Македонци    |             | 1           | 0,19%       |
| неопредељени | неопредељени |             | 34          | 6,48%       |
| регион. опр. | регион. опр. |             | 4           | 0,76%       |
| непознато    | непознато    |             | 3           | 0,57%       |
| укупно: 524  |              |             |             |             |